# Каратіву-05
Грама Ніладхарі Каратіву-05 (№ 45C) — Грама Ніладхарі підрозділу ОС Каратіву, округ Ампара, Східна провінція, Шрі-Ланка.

## Демографія
| Населення (2007) | Населення (2007) | Населення (2007) | Населення (2007) | Населення (2007) |
| Населення        | Чоловіки         | Жінки            | Діти             | Дорослі          |
| ---------------- | ---------------- | ---------------- | ---------------- | ---------------- |
| 788              | 364              | 424              | 244              | 544              |